# Central Solar de Ferreira do Alentejo
A Central Solar de Ferreira do Alentejo, com uma capacidade instalada de 10 megawatts (MW) distribuídos por 45.500 painéis solares, situa-se num terreno de 40 hectares a oeste da vila de Ferreira do Alentejo, em Portugal. Com uma produção anual estimada de 19 gigawatts/hora (GWh) de energia (suficiente para abastecer 7.300 habitações), a central permitie evitar anualmente cerca de 32 mil toneladas de emissões de gases com efeito estufa (CO2).
A decisão da localização da central no concelho de Ferreira do Alentejo foi justificada por Francisco Pintor, administrador da Tecneira (empresa que detém a proprietária da central, a Sociedade Ventos da Serra) por se tratar de "uma das zonas com maior radiação solar direta normal no país" e "onde existe capacidade de rede".